# EOSS
EOSS steht für Evolutionär orientierte Steuersoftware und bezeichnet die aktuell gebräuchlichste Verwaltungssoftware der Steuerverwaltung in Deutschland.
Sie findet im Rahmen von KONSENS Stufe I seit Mai 2011 in dreizehn, ab Ende 2011 in fünfzehn von 16 Bundesländern Anwendung.
Die Software wird hauptsächlich im Bundesland Bayern gepflegt und entwickelt, jedoch ist jedes beteiligte Bundesland berechtigt Verfahrensteile einzubringen und an der Förderung des Projektes teilzuhaben.

## Entwicklungsgeschichte
Nachdem im Jahre 2000 nach siebenjähriger Entwicklungszeit das Projekt FISCUS erstmals gescheitert war, entschloss sich das Bundesland Bayern sich nicht weiter daran zu beteiligen. Stattdessen gründete man dort mit EOSS ein eigenes Projekt mit dem Ziel, die eigene seit den 1970er Jahren verwandte Steuersoftware weiterzuentwickeln.
Nach dem endgültigen Scheitern des Projekts FISCUS schlossen sich immer mehr Bundesländer dem sog. EOSS-Verbund an. Zwar wird der neuerliche Versuch der Länderfinanzverwaltungen eine einheitliche Steuersoftware mit der Bezeichnung KONSENS als legitimer Nachfolger des Projekts Fiscus angesehen. Dennoch spielt aber der Zusammenschluss zum EOSS-Verbund, dem in absehbarer Zeit alle Bundesländer beitreten wollen, eine wichtige und entscheidende Rolle auf dem Weg zu einer einheitlichen Softwarelösung der bundesdeutschen Finanzverwaltung.
Die Länder Brandenburg, Mecklenburg-Vorpommern, Sachsen, Sachsen-Anhalt und Thüringen benutzten bereits seit 1993 die bayerischen Softwareverfahren, das Saarland übernahm sie zum Jahr 2000.
Der EOSS-Verbund besteht seit 2002 mit den folgenden Ländern: Brandenburg, Bayern, Mecklenburg-Vorpommern,
Saarland, Sachsen, Sachsen-Anhalt und Thüringen.
Der EOSS-Verbund hat sich die ständige Weiterentwicklung und Modernisierung auf Basis der vorhandenen Steuersoftwarelandschaft sowie die Integration der Verfahren unter der einheitlichen Benutzeroberfläche „UNIFA“ zum Ziel gesetzt.
Als Zwischenschritt auf dem Weg zum Vorhaben KONSENS hatten sich die Länder Bremen, Hamburg, Schleswig-Holstein und Berlin mit Bayern darauf verständigt, die Programme des EOSS-Verbundes bis 2007/2008 zu übernehmen.
Dadurch wurde die Zahl der Redundanzen im Erhebungsbereich von drei auf zwei, im Festsetzungsbereich von fünf auf vier verringert.
Der spätere Übergang der Steuerverwaltungen aller EOSS-Länder auf die Welt von KONSENS wird so schneller und wirtschaftlicher möglich.

## Einführung in Rheinland-Pfalz
Zum 1. Juni 2010 wurde das gesamte steuerliche Automationsverfahren in Rheinland-Pfalz auf EOSS umgestellt. Dabei wurden alle Finanzämter ohne Übergangsphase zeitgleich zum Umstellungszeitpunkt auf EOSS migriert.

## Einführung in Baden-Württemberg
In den Finanzämtern Baden-Württembergs fanden in der Zeit vom 20. April bis 2. Mai 2011 Umstellungsarbeiten zur Einführung neuer EDV-Programme statt. Seit 3. Mai 2011 stehen für die Finanzämter die Verfahren des EOSS-Verbundes im Rahmen von KONSENS Stufe I zur Verfügung.
Grundlage für diese Verfahren sind die funktional erweiterten EDV-Verfahren des EOSS-Verbundes.
Neuentwicklungen erfolgen im Rahmen des Vorhabens KONSENS.

## Einführung in Hessen und Niedersachsen
Die funktional erweiterten EDV-Verfahren des EOSS-Verbundes werden als eine erste Stufe des Bund-Länder-Vorhabens KONSENS im Jahr 2011 ebenfalls in den Finanzämtern der Länder Hessen und Niedersachsen eingeführt werden.